# Variações Goldberg
As Variações Goldberg, BWV 988, formam um conjunto de variações para cravo compostas por Johann Sebastian Bach. Publicadas inicialmente em 1741 como o quarto volume da série Clavier-Übung ("Prática do Teclado") de Bach, a obra é considerada um dos mais importantes exemplos da forma variação. 
Depois da exposição da ária no começo da peça, surgem trinta variações seguidas pela repetição da ária. As Variações foram escritas, provavelmente, por volta de 1741 para o Conde Hermann Karl von Keyserling; foram tocadas para o conde pelo cravista Johann Gottlieb Goldberg, a quem elas foram, por fim, dedicadas.  
As Variações Goldberg eram tidas no passado como um exercício técnico árido e aborrecido. Hoje, entretanto, o conteúdo e a abrangência emocional da obra tem sido reconhecido e se tornou a peça favorita de muitos ouvintes de música erudita. As Variações são largamente executadas e gravadas e têm sido objeto de muitos artigos, livros e estudos analíticos. 

## Composição

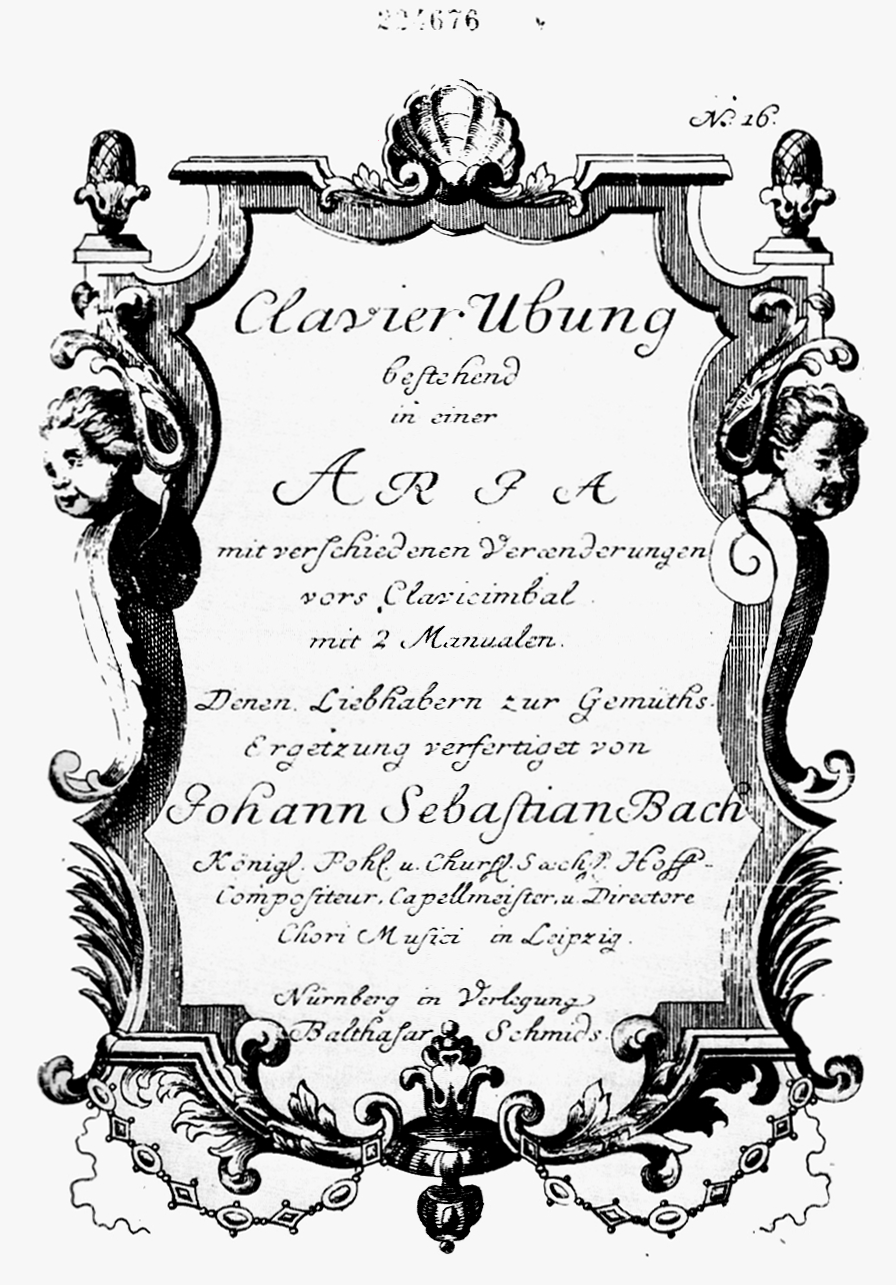
Página Título das Variações Goldberg (primeira edição)

A história da criação das variações foi tirada da biografia de Bach escrita por Johann Nikolaus Forkel:
"(Quanto a essas variações), devemos agradecer à provocação do ex-embaixador russo na corte eleitoral da Saxônia, o conde Hermann Karl von Keyserling, que frequentemente  passava por Leipzig e que trouxe consigo o já mencionado Goldberg para receber orientações musicais de Bach. O conde tinha frequentes acometimentos de doenças e ficava noites sem dormir. Em tais ocasiões, Goldberg, que vivia em sua casa, tinha que passar a noite na antecâmara para tocar para ele durante sua insônia. … Certa vez, o conde mencionou, na presença de Bach, que ele gostaria de ter algumas obras para teclado para Goldberg executar, que deveriam ser de caráter suave e algo vigoroso de modo que ele pudesse ser um pouco consolado por elas em suas noites sem dormir.  Bach imaginou que a melhor maneira de atender a esse desejo seria por meio de variações, cuja escrita ele considerava, até àquela data, uma tarefa ingrata devido ao fundamento harmônico repetidamente semelhante.  Mas, uma vez que a essa época todos os seus trabalhos já eram padrões de arte, tais se tornaram, em suas mãos, estas variações. Mesmo assim, ele produziu um único trabalho desta espécie.  Daí em diante, o conde sempre as chamava de "as suas" variações. Ele nunca se cansou delas e, por um longo período, noites sem dormir significavam: 'Caro Goldberg toque para mim uma de minhas variações'. Provavelmente Bach nunca foi tão bem recompensado por seu trabalho quanto foi neste. O conde o presenteou com um cálice de ouro com 100 luíses de ouro.  Não obstante, mesmo que o presente tivesse sido mil vezes maior, seu valor artístico nunca teria sido pago." (tradução para o inglês da edição de Ralph Kirkpatrick citada abaixo)
Forkel escreveu sua biografia em 1802, mais de 60 anos depois dos acontecimentos relatados, portanto, é possível que a história tenha sido um pouco embelezada.  A falta de uma dedicatória na capa também torna questionável a encomenda. A idade de Goldberg na época da publicação (14 anos) também tem sido apontada como base para por em dúvida o relato de Forkel; entretanto, o jovem cravista de Keyserling era famoso por suas habilidades no teclado, especialmente em leitura à primeira vista.  Sob este prisma, parece possível que Bach tenha cedido uma cópia das variações ao conde para que Goldberg as tocasse (possivelmente durante sua visita à Saxônia no fim de 1741?).
A ária em que as variações foram baseadas, foi sugerida por Arnold Schering, não sendo de autoria de Bach.  A literatura acadêmica mais recente (a edição de Christoph Wolff citada abaixo) deixa claro que não há qualquer base para  se duvidar da autoria da ária.

## Publicação
Bastante incomum nas obras de Bach, as Variações Goldberg foram publicadas durante sua vida, especificamente em 1741.  O editor foi o amigo de Bach Balthasar Schmid de Nuremberga.  Schmid imprimiu a obra utilizando chapas de cobre gravadas em vez de utilizar tipos móveis. Portanto, as notas da primeira edição foram escritas a mão pelo próprio Schmid. Esta edição contém vários erros de impressão. 
A capa, mostrada na figura acima, reza, em alemão:  Clavier Ubung / bestehend / in einer ARIA / mit verschiedenen Veraenderungen / vors Clavicimbal / mit 2 Manualen. / Denen Liebhabern zur Gemüths- / Ergetzung verfertiget von / Johann Sebastian Bach / Königl. Pohl. u. Curfl. Saechs. Hoff- / Compositeur, Capellmeister, u. Directore / Chori Musici in Leipzig. / Nürnberg in Verlegung / Balthasar Schmids,  que significa:  "Prática do teclado, consistindo de uma ÁRIA para cravo com diversas variações para cravo de manual duplo (dois teclados). Composto para conhecedores e para o refrigério dos espíritos por Johann Sebastian Bach, compositor da corte real da Polônia e da corte eleitoral da Saxônia, Kapellmeister e Diretor de Música Coral em Leipzig.  Nuremberg, Balthasar Schmid, editor."
Com a expressão  "Clavier Ubung" (atualmente se escreve "Klavier Übung"), Bach designou as Variações como o quarto e último volume de uma série de obras para o cravo publicadas para os "Liebhaber", isto é, tecladistas amadores dotados de destreza e discernimento.
Sobrevivem hoje 19 cópias da primeira edição, mantidas em museus ou livrarias de livros raros. Destas, a mais valiosa se encontra em Paris, na Biblioteca Nacional da França, que inclui correções e adições feitas pelo compositor.
Estas cópias contêm virtualmente as únicas informações disponíveis aos editores modernos que tentam recuperar as intenções originais de Bach. O autógrafo (manuscrito) não sobreviveu. Uma cópia manuscrita da ária foi encontrada no caderno de música, de 1725, da segunda esposa de Bach, Anna Magdalena.  Christoph Wolff, com base na evidência caligráfica, sugere que Anna Magdalena tenha copiado a ária da partitura autógrafa por volta de 1740; ela aparece em duas páginas anteriormente deixadas em branco.

## Forma
Depois da apresentação da ária no início da peça,  há trinta variações. As variações, não acompanham a melodia da ária, antes, seguem seu linhas do baixo e desenvolvimento do acorde.  Por essa razão, frequentemente se diz que a obra é uma chacona — a diferença sendo que, na chacona, o tema tem apenas quatro compassos de comprimento enquanto que a ária de Bach é composta por duas se(c)ções de 16 compassos, com repetição. 
A linha do baixo é anotada por Ralph Kirkpatrick na sua edição de execução, como segue.
arquivo de som (Ogg format, 391K). 
Os dígitos acima das notas indicam o acorde específico no sistema do baixo contínuo; dígitos separados por vírgulas indicam diferentes opções tiradas de diferentes variações.
Toda terceira variação, na série de trinda é um cânone que segue um padrão ascendente.  Assim, a variação 3 é um cânone em uníssono, a variação 6 é um cânone na segunda (a segunda entrada começa um intervalo de uma segunda acima da primeira), a variação 9 é um cânone na terça e assim por diante até à variação 27, que é um cânone na nona.  A variação final, em vez de ser o esperado cânone na décima, é uma quodlibet, discutida abaixo.
Conforme observado por Ralph Kirkpatrick, as variações que se distribuem entre os  cânones também são organizadas segundo um padrão. Se ignorarmos o material inicial e final da peça (especificamente a Ária, as duas primeiras variações, o Quodlibet e a ária da capo), o material restante é organizado como segue. As variações imediatamente "após" cada cânone são peças de vários tipos de gêneros, entre eles três danças barrocas (4, 7, 19); uma fugueta (10); uma abertura francesa (16); e dois ornatos árias para a mão direita (13, 25).  As variações localizadas "duas" posições após cada cânon (5, 8, 11, 14, 17, 20, 23, 26, e 29) são o que Kirkpatrick chamou de  "arabesques"; são variações em tempo vivo com grande utilização do cruzamento de mãos. Este padrão ternário – "cânone", "peça gênero", arabesque – é repetido um total de 9 vezes até que o Quodlibet interrompe o ciclo.
Ao término das trinta variações, Bach escreve Aria da Capo è fine, significando que o executante deve retornar ao começo ("da capo") e tocar novamente a ária antes de concluir.

### Duração
Uma execução completa das Variações Goldberg usualmente leva de quarenta a oitenta minutos, dependendo dos andamentos e de quantas repetições são feitas.

## Variações

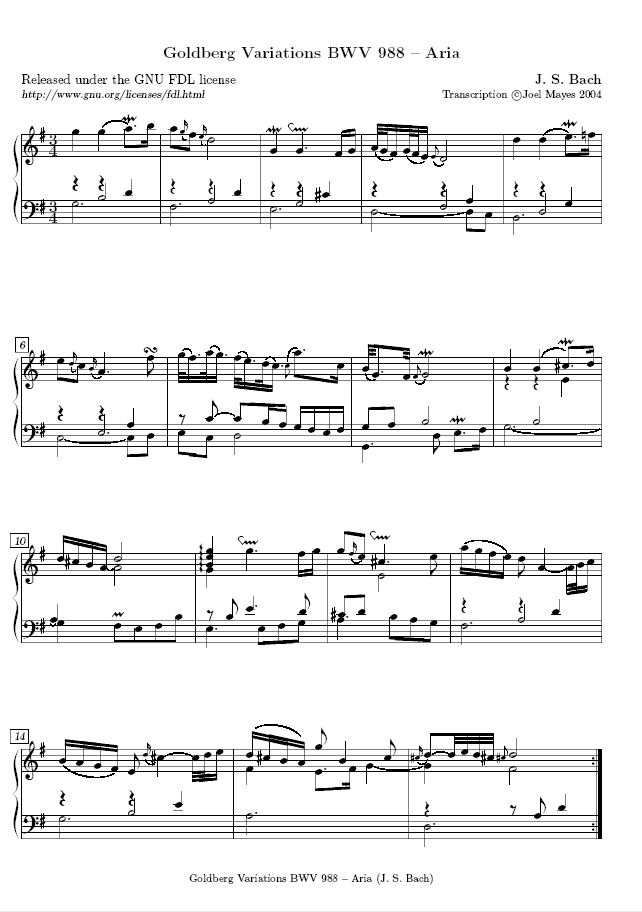
A Aria das Variações Goldberg

A seguir está uma lista de variações com descrições breves fornecidas por alguns autores e executantes. Deve ser observado que a peça tem sido interpretada de várias maneiras e que há uma ampla gama de pontos de vista sobre ela, nem todos aqui representados. 
A obra foi composta para um cravo de manual (teclado) duplo (ver teclado musical).  As variações 8, 11, 13, 14, 17, 20, 23, 25, 26, 27 e 28 conforme a partitura devem ser executadas em instrumentos com dois manuais (teclados) enquanto que a partitura indica que as variações 5, 7 e 29 podem ser tocadas em cravos com um ou dois manuais. Não obstante, com muita dificuldade, a obra pode ser e executadas em cravos com um manual ou ao piano.  Todas as variações são em Sol maior (G major), com exceção das variações 15, 21, and 25. Muitas variações são em forma binária, isto é, uma se(c)ção "A" seguida por uma se(c)ção "B" – geralmente fica a critério do intérprete repetir uma, ambas ou nenhuma dessas se(c)ções. 

### Ária
Esta é a peça que fornece o material temático para as variações seguintes. Numa "ária com variações" típicas do barroco, as variações são baseadas na melodia da ária de abertura, mas aqui, esse objetivo é cumprido pela linha do baixo, mais especificamente as harmonias por ela sugeridas. A ária das Variações Goldberg é uma sarabanda em tempo 3/4, e consiste de uma melodia pesadamente ornamentada:

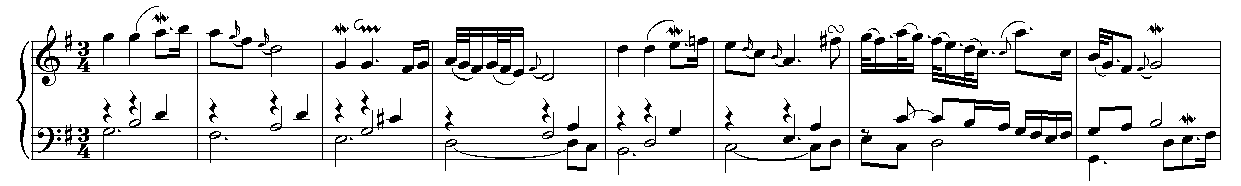
Os primeiros 8 compassos da ária das Variações Goldberg.

O estilo francês da ornamentação sugere que os ornamentos são pensados como parte da melodia entretanto, alguns executantes (notadamente Wilhelm Kempff ao piano) omitem durante a execução alguns ou todos os ornamentos.
Peter Williams, escrevendo em Bach: The Goldberg Variations (Bach: As Variações Goldberg – ver referência a seguir), argumenta que este, afinal de contas, não é um tema, mas a primeira variação, um ponto de vista que apoia a ideia da obra como uma Chacona em vez de ser  verdadeiramente uma  peça na forma Variação).

### Variação 1
Esta variação vivaz contrasta profundamente com o clima lento, contemplativo do tema. De modo interessante, o ritmo na mão direita força a ênfase no segundo tempo originando uma síncope dos compassos 1 ao 7. As mãos se cruzam no compasso 13 do registro superior para o inferior, trazendo de volta este ritmo sincopado por mais dois compassos. Nos primeiros dois compassos da parte B, o ritmo reflete o do início da parte A mas, depois, é introduzida uma nova ideia.
Williams interpreta isso como um tipo de polonaise.  O ritmo característico na mão esquerda também é encontrado na Partita nº 3 para violino solo de Bach e no prelúdio em Lá bemol maior do primeiro livro do Teclado Bem Temperado.

### Variação 2
Esta é uma peça contrapontística simples, a três partes, em 2/4: duas vozes se entrelaçam numa interação motivadora, constante, acima de uma obstinada linha de baixo. A peça é quase um cânone puro . Cada se(c)ção tem um fim alternativo para ser executado na primeira e na segunda repetição.

### Variação 3
O primeiro dos cânones regulares, este é um cânone em uníssono (Canone all' unisono): o consequente começa na mesma nota que o antecedente. Como em todos os cânones das Variações Goldberg (exceto a 27ª variação, um cânone na nona) Há aqui uma linha de baixo, de apoio. O compasso é 12/8 e muitos conjuntos de quiálteras sugerem uma espécie de dança simples. A maioria dos executantes o interpreta no andamento moderado mas uns poucos (Hans Pischner ao cravo, Charles Rosen ao piano) a tocam um pouco mais lento.

### Variação 4
Como a passepied, um movimento barroco de dança, esta variação é em compasso 3/8 com uma preponderância dos trinados. Bach usa imitação próxima mas não exata: o padrão musical de uma voz aparece um compasso adiante na outra (algumas vezes invertido).
Cada se(c)ção repetida tem fins alternativos para a primeira ou a segunda vez. O Organista Kate van Tricht é um dos poucos executantes que tocam esta  variação num tempo lento.

### Variação 5
Esta é a primeira das variações a duas vozes com cruzamento de mãos. Seu compasso é 3/4. Uma linha melódica rápida, escrita com semicolcheias, é acompanhada por outra melodia com notas de valores maiores o que caracteriza saltos muito amplos:

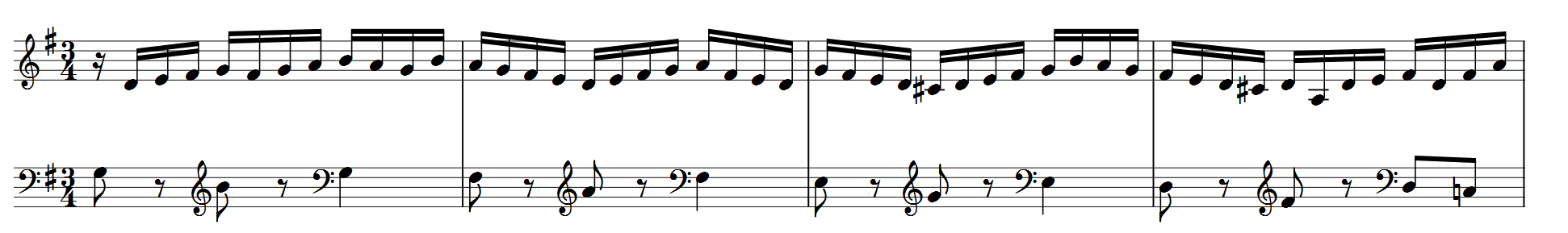
Quatro primeiros compassos da Variação nº 5.

Aqui se emprega o modelo italiano de cruzamento de mãos, com uma das mãos se movendo para trás e para frente entre os registros alto e baixo enquanto que a outra mão permanece no meio do teclado tocando as passagens rápidas.
A maioria dos executantes toca esta variação com velocidade exce(p)cional e precisa, a versão de Glenn Gould sendo uma das mais rápidas (cronometrada em cerca de 35 segundos, sem repetição). Entretanto, uns poucos executantes (como Kenneth Gilbert no cravo) a interpretam num andamento muito mais relaxado.

### Variação 6
A sexta variação é um cânone na segunda (Canone alla Seconda): o consequente inicia numa segunda maior mais alta do que o antecedente. A peça está baseada num intervalo descendente e é num tempo 3/8. O cravista Ralph Kirkpatrick descreve esta peça como tendo "uma ternura quase nostálgica". Cada se(c)ção tem um fim alternativo para ser tocado na primeira e na segunda repetição.

### Variação 7
Na sua cópia pessoal das Variações Goldberg, Bach especificou que esta dança em 6/8 deveria ser tocada al tempo di Giga – no andamento de uma giga, que é uma dança viva e vigorosa. Uma vez que a cópia de Bach foi descoberta em 1974, não são raras as gravações mais antigas, em que esta variação é executada em menores velocidades, como uma loure ou uma siciliana. Entretanto, andamentos lentos também são encontrados em gravações realizadas depois de 1974 por Glenn Gould, Wilhelm Kempff e Angela Hewitt entre outras.
O padrão rítmico pontuado desta variação, mostrado na figura, é bastante similar ao da giga da segunda Suite Francesa de Bach ou da giga da Abertura Francesa. Tanto a linha  do baixo como a melodia possuem bastante ornamentos.

### Variação 8
Esta é variação a duas vozes com cruzamento de mãos e compasso 3/4. É empregado o estilo francês de cruzamento de mão com ambas as mãos cruzando-se sobre a mesma parte do teclado, uma sobre a outra. Isto é relativamente fácil de realizar num cravo de manual duplo (e o manual duplo é especificado na partitura) mas é muito difícil de ser feito no piano.
A maioria dos compassos apresenta um padrão distinto de onze semicolcheias (ver também semicolcheias) e uma pausa de semicolcheia ou dez semicolcheias e uma única colcheia (ver também colcheia). Podem ser observados grandes saltos na melodia, por exemplo nos compassos de 9 – 11: do si, abaixo do dó médio no compasso 9, do lá, acima do dó médio ao lá, uma oitava acima, no compasso 10 e do sol, acima do dó médio, ao sol, uma oitava acima no compasso 11. Ambas as se(c)ções concluem com passagens descendentes em fusas (ver também fusas).

### Variação 9
Este é um cânone em terça (Canone alla Terza), em compasso 4/4. A linha de apoio do baixo é ligeiramente mais ativa do que nos cânones anteriores. Esta pequena variação (16 compassos) é usualmente executada em tempo lento.

### Variação 10
Fughetta
A variação 10 é uma pequena fuga a quatro vozes, marcada alla breve, com um sujeito de quatro compassos pesadamente decorados com ornamentos e alguns remanescentes da melodia da ária de abertura. Uns poucos executantes omitem alguns ornamentos (Charles Rosen ao piano, Christiane Jaccottet ao cravo); Keith Jarrett adiciona mais ornamentos.

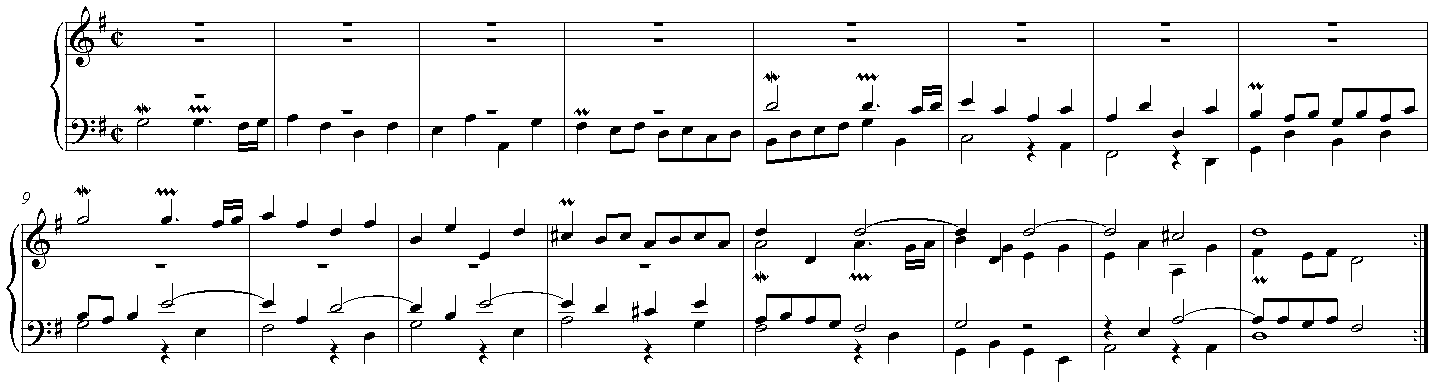
Primeira se(c)ção da Variação 10.

A exposição ocupa toda a primeira se(c)ção desta variação (mostrada na figura). Primeiro, o sujeito é declarado no baixo, começando no sol abaixo do dó médio. A resposta, na voz tenor, entra no compasso 5 mas é uma resposta tonal, portanto alguns intervalos são alterados. A voz soprano entra no compasso 9 mas mantém intactos apenas os dois primeiros compassos do sujeito, mudando a pausa. A entrada final ocorre na voz contralto, no compasso 13. Não há contrassujeito regular nesta fuga. 
A segunda se(c)ção se desenvolve usando o mesmo material temático com pequenas alterações. Se assemelha à contraexposição: as vozes entram uma a uma, todas começando por declarar o sujeito (algumas vezes um pouco alterado, como na primeira se(c)ção). A se(c)ção se inicia ouvindo-se novamente o sujeito na voz soprano acompanhado por uma linha do baixo ativa, tornando o baixo a única exceção, uma vez que ele não cita o sujeito até o compasso 25.

### Variação 11
Esta é uma virtuosística tocata a duas partes em compasso 12/16. Especificada para manual duplo, é composta por um grande número de passagens em escala, arpejos e trinados além de cruzamento de mãos de diferentes tipos.

### Variação 12
Este é um cânone em quarta (Canone alla Quarta in moto contrario) em compasso 3/4, do tipo invertido (o consequente entra no segundo compasso em movimento contrário ao antecedente. O consequente aparece invertido invertido no segundo compasso. 
Na primeira se(c)ção, a mão esquerda acompanha com uma linha de baixo repetida em notas de quarta nos compassos 1, 2, 3, 5, 6 e 7. Este motivo com notas repetidas reaparece no primeiro compasso da segunda se(c)ção (compasso 17, duas notas ré e uma nota dó e aparece ligeiramente alterado nos compassos 22 e 23. Na segunda se(c)ção, Bach altera ligeiramente o clima, introduzindo umas poucas appoggiaturas (compassos 19 e 20) e trinados (compassos 29-30).
Esta variação usualmente é tocada em tempo moderado, apenas poucos executantes (Glenn Gould ao piano, Jean Guillou ao órgão) fornecendo interpretações relativamente rápidas.

### Variação 13
Esta variação é uma delicada sarabanda, ricamente decorada, em compasso 3/4. A maior parte da melodia foi escrita utilizando fusas e ornamentada com umas poucas, apoggiaturas (mais frequentes na segunda se(c)ção) e uns poucos mordentes. Ao longo de toda a peça, a melodia é numa única voz e nos compassos 16 e 24 há um efeito interessante produzido pelo uso de uma voz adicional. Aqui estão os compassos 15 e 16, o final da primeira se(c)ção (o compasso 24 possui um padrão semelhante):

### Variação 14
Esta é uma rápida tocata em 3/4 a duas partes, com cruzamento de mãos, com muitos trinados e outros ornamentos. É especificado para ser tocada em manual duplo e tem grandes saltos entre os registros. Tanto os ornamentos como os saltos na melodia aparecem já no primeiro compasso: a  peça começa com uma transição a partir da tecla sol, duas oitavas abaixo do dó médio, com um mordente menor, ao sol, duas oitavas acima, com um trinado com um retorno no início.

### Variação 15
Andante
Este é um cânone na quinta (Canone alla quinta) em compasso 2/4 e com movimento marcado como "Andante". Assim como a variação 12 ele é em movimento contrário, com o antecedente aparecendo invertido no segundo compasso. Esta é a primeira das três variações em sol menor e seu espírito melancólico contrasta profundamente com a alegria da variação anterior. A pianista Angela Hewitt nota que aqui há "um maravilhoso efeito no final [desta variação]: as mãos se separam, até que a mão direita interrompe numa quinta aberta . Este efeito gradualmente se desfaz, deixando-nos em expectativa, mas prontos para mais. É um final apropriado para a primeira metade da peça."

### Variação 16
Ouverture
O conjunto total de variações está dividido em duas "metades", cada uma com quinze variações. A divisão é claramente identificada por uma majestosa abertura (ouverture), rotulada "Maestoso" na edição Peters, a abertura (ouverture) começando acordes no início e na conclusão. A abertura (ouverture), na realidade uma Abertura Francesa, consiste de um prelúdio lento com ritmos pontuados contrastando de maneira dramática com uma se(c)ção contrapontística seguinte, cujo andamento foi definido como Allegretto. Diferente da variação anterior em que a parte B era como que uma variação da parte A, o contraste aqui é mais marcante com a divisão entre o prelúdio, nobre e lento e a abertura (ouverture) propriamente dita, que segue o prelúdio, mais vivaz e mais rápida, ficando na metade do caminho da variação, após o décimo sexto compasso.

### Variação 17
Esta variação é outra tocata virtuosística a duas partes. Peter Williams vê aqui ecos de Antonio Vivaldi e Domenico Scarlatti. Especificada para teclado duplo, a peça possui muitas passagens com cruzamento de mãos. Composta em 3/4, é usualmente executada em tempo moderadamente rápido. Rosalyn Tureck é um dos muito poucos intérpretes que gravaram a peça com uma interpretação lenta.

### Variação 18
Este é um cânone na sexta (Canone alla Sexta), em 2/2. A se(c)ção canônica das vozes superiores possui várias suspensões. Ao comentar a estrutura dos cânones das Variações Goldberg, Glenn Gould citou esta variação como o exemplo extremo da "dualidade deliberada da ênfase no motivo […] as vozes canônicas são convocadas a sustentar o papel de pasacalle que é ao modo de um  capriccio abandonado pelo baixo."

### Variação 19
Esta variação é uma dança simples a três partes no compasso 3/8. Ao piano ela geralmente é tocada graciosamente e com o toque leve.

### Variação 20
Esta é uma virtuosística tocata a duas partes, em 3/4. Especificada para manual duplo, contém um grande número de cruzamento de mãos. Na sua maior parte, a peça consiste de variações na textura introduzidas durante os primeiros oito compassos, em que uma das mãos toca uma corda das oitavas notas e a outra acompanha tangendo as décimas sextas depois de cada oitava nota. Para demonstrar o que acabamos de descrever, aqui vão os primeiros dois compassos da primeira se(c)ção:
Na maioria das execuções, há um contraste marcante entre a suave e doce Variação 19 e as passagens enérgicas e rápidas desta variação. Entretanto, uns poucos intérpretes (particularmente Claudio Arrau ao piano) preferem tocar ambas as variações em tempo moderadamente rápido o que resulta em muito menos contraste entre elas.

### Variação 21
A segunda das variações em tom menor, a variação 21 é um cânone na sétima (Canone alla Septima) em 4/4. A linha do baixo começa a peça com uma nota grave (que os executantes frequentemente enfatizam de alguma forma), continua numa lenta descida cromática e só alcança o passo das vozes canônicas no compasso 3:

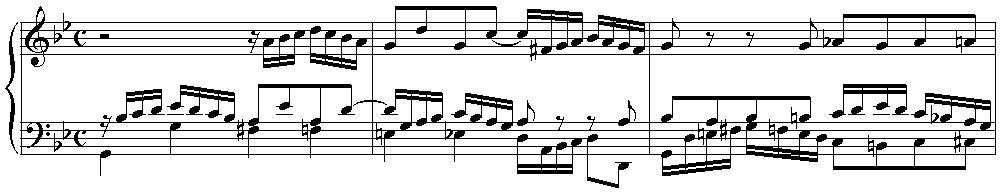
Os primeiros 3 compassos da Variação 21.

Um padrão semelhante, apenas um pouco mais vivo, ocorre na linha do baixo no começo da segunda se(c)ção que começa com o motivo da abertura invertido.
Comparada com a Variação 15, a primeira variação em sol menor, esta peça é ligeiramente mais rápida (movimento indicado na edição Peters "Andante con moto" ("lento com movimento")).

### Variação 22
Alla breve
Esta variação identificada como alla breve, escrita em quatro partes, com muitas passagens imitativas e seus desenvolvimentos em todas as vozes, mas o baixo é bastante semelhante ao de uma fuga. O único ornamento é um trinado que é executado sobre uma semibreve e que dura dois compassos (11 e 12); entretanto, muitos dos intérpretes das Variações Goldberg com as repetições acrescentam outras ornamentações menores na segunda repetição de cada se(c)ção.
Esta variação e o Quodlibet (Variação 30) são as únicas variações, descontando-se a ária de abertura, que apresenta frases claras do tema sobre o qual o conjunto foi construído. Aqui, ele é claramente definido no baixo durante os compassos 1-8.

### Variação 23
Outra variação virtuosística, vivaz, a duas partes, para manual duplo, em 3/4. Começa com as duas mãos correndo uma atrás da outra: a linha melódica, iniciada na mão esquerda com um ataque preciso do sol acima do dó médio e escorregando para baixo a partir do ré acima, para o lá, é contrabalançada pela mão direita imitando a direita na mesma altura mas uma colcheia mais tarde, pelos primeiros três compassos, e terminando com um pequeno floreio no quarto:

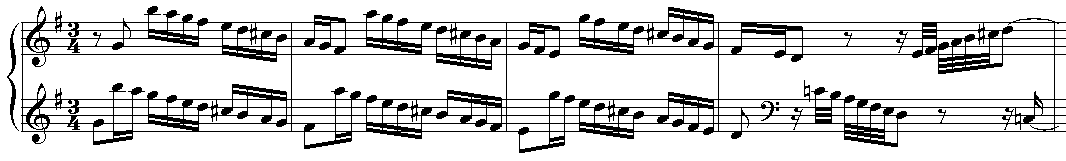
Os primeiros quatro compassos da Variação 23.

Este padrão é repetido nos compassos 5-8, agora com a mão esquerda imitando a mão direita e as escalas são ascendentes e não descendentes. Alternamos então com as mãos em pequenas explosões escritas em notas de valores curtos até os últimos três compassos da primeira se(c)ção. A segunda se(c)ção começa novamente com alternância semelhante em pequenas explosões conduzindo então a uma se(c)ção dramática de terças alternadas entre as duas mãos. 
A pianista Angela Hewitt escreveu que as "rajadas de terças e sextas duplas realmente levaram, na época, a técnica do teclado a seu limite, pavimentando o caminho para os futuros compositores", enquanto que Peter Williams, maravilhado com a carga emocional da obra pergunta: "Pode esta ser a mesma variação, do mesmo tema por trás do adágio nº 25?"

### Variação 24
Esta variação é um cânone na oitava (Canone all' Ottava), em 9/8. O antecedente é respondido em ambas, uma oitava abaixo e uma oitava acima. É o único cânone das Variações Goldberg na qual o antecedente se alterna entre as vozes no meio de uma se(c)ção. Não há ornamentos na primeira se(c)ção, salvo algumas apogiaturas, mas a segunda se(c)ção tem vários trinados e grupettos especificamente escritos.

### Variação 25
A Variação 25 é a terceira e última variação em sol menor, uma peça a três partes, em compasso 3/4 e marcada na cópia pessoal de Bach como adágio. A melodia é escrita predominantemente em  semicolcheias e fusas, com muitos cromatismos. Esta variação, geralmente, leva mais de cinco minutos para ser interpretada e tem uma duração maior do que qualquer outra peça do conjunto, embora só tenha 32 compassos. Pierre Hantai (cravo) é um dos poucos intérpretes que tocam esta variação num andamento relativamente rápido.
A variação 25, que recebeu a alcunha famosa de "pérola negra" por Wanda Landowska é amplamente aceita como uma das partes mais belas e impressionantes das Variações Goldberg. Peter Williams escreveu que "a beleza e a negra paixão desta variação, a torna, de maneira inquestionável, o ponto alto da obra" e Gould observa que "a aparência desta cantilena pensativa e fatigante é um golpe de mestre da psicologia".

### Variação 26
Em profundo contraste com a natureza apaixonante e introspectiva da variação anterior, esta peça é outra tocata (ver também toccata- em inglês) virtuosística a duas partes de tonalidade alegre e de andamento relativamente rápido. Sob o efeito de rápidos arabescos, esta variação, basicamente é uma sarabande. São utilizados dois tempos para o movimento, 18/16 para a melodia constante escrita en semicolcheias e 3/4 para o acompanhamento em semínimas e colcheias. Nos últimos cinco compassos as duas mãos tocam em 18/16. Esta peça é bastante conhecida como a variação "imprevisível" ("quicksilver").
Considerando o andamento da peça e as appoggiaturas adicionais que foram encontradas na cópia pessoal de Bach, esta variação é tida uma das mais difíceis de serem executadas. Muito poucos intérpretes (particularmente Rosalyn Tureck ao piano) utilizam andamentos moderados. A maioria a interpreta com andamento moderadamente rápido. Pesquisa recente do musicólogo e professor Cory Hall, entretanto, sugere que provavelmente a intenção original foi a de que esta variação fosse tocada num andamento muito mais lento, para se adequar ao andamento da Variação 25.

### Variação 27
A Variação 27 é um cânone na nona (Canone alla Nona) em 6/8. Este é o único cânone especificado para manual duplo e o único cânone absoluto da obra, porque não tem uma linha do baixo. Este também é o último cânone das Variações Goldberg.

### Variação 28
Esta variação é uma toccata em 3/4, com um grande número de passagens com cruzamento de mãos, sendo, na verdade, um estudo de trinados: os trinados foram escritos usando fusas e estão presentes em quase todos os compassos. A peça começa com um padrão no qual a mão direita toca três notas por compasso criando uma linha melódica acima dos trinados, que são tocados pela mão esquerda. Segue-se uma se(c)ção em que ambas as mãos tocam em movimento contrário, num contorno melódico marcado por semicolcheias (compassos 9-12). A conclusão da primeira se(c)ção reassume os trinados em ambas as mãos, uma espelhando a outra:

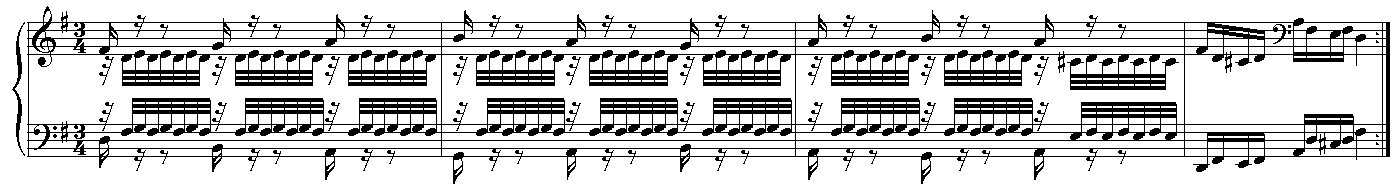
Os últimos quatro compassos da primeira se(c)ção da variação 28.

A segunda se(c)ção se inicia e termina com uma ideia em movimento contrário dos compassos 9-12. A maioria dos compassos ainda lança mão dos trinados (em ambas as mãos, nos compassos 21-23).

### Variação 29
Esta variação é uma peça virtuosística bastante diferente do resto da obra: no lugar de um contraponto elaborado, ela consiste de acordes pesados que se alternam com arpejos brilhantes. É escrita em 3/4. Uma variação majestosa, ela confere um clima de resolução depois do brilhantismo imponente da variação anterior. Glenn Gould observou que as variações 28 e 29 representam o único caso de "colaboração motívica ou extensão entre variações sucessivas".

### Variação 30
Quodlibet

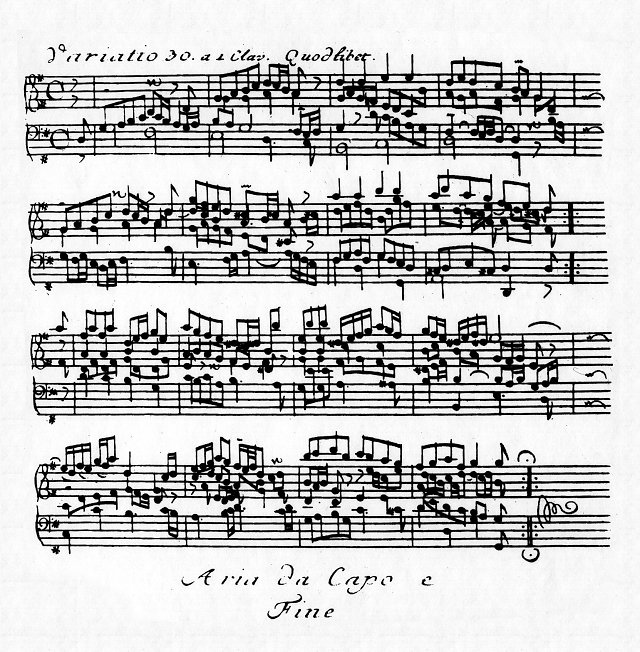
O Quodlibet como é mostrado na primeira edição.

Esta variação baseia-se em duas canções folclóricas alemãs: "Estou Há Tanto Tempo Longe de Você" e "Repolhos e Nabos Me Afastaram". O biógrafo de Bach Forkel explica o Quodlibet, trazendo à nossa atenção um costume observado nas reuniões da família Bach (quase todos os parentes de Bach eram músicos):
"Assim que todos estavam reunidos, um coral luterano era entoado primeiro. Depois desse início piedoso, eles partiam, em grande contraste, para piadas.  Isto é, cantavam músicas populares parcialmente cômicas e também parcialmente com conteúdo indecente, tudo misturado no impulso do momento. … A esta espécie de harmonização improvisada eles chamavam um Quodlibet e não apenas eles riam gostosamente mas também suscitava gargalhadas irresistíveis em todos os que as escutavam."
O relato de Forkel (que deve ser verdadeiro, pois ele pôde entrevistar os filhos de Bach) sugere quase claramente, que Bach via o Quodlibet como uma piada e muitos ouvintes hoje também o escutam da mesma maneira. 
Alguns sentem que a piada, de fato, é sobre as próprias variações, que o "você", neste caso, era o tema, a Ária e o quodlibet lamenta e antecipa o retorno da Ária.

### Ária da capo - reprise
Escrita como uma repetição nota a nota da ária, embora frequentemente executada de maneira diferente, frequentemente mais meditativa. Williams escreveu que "a beleza esquiva da Goldberg… é reforçada por esta volta à Ária inicial. … nenhum retorno pode ter um Affekt neutro. Sua melodia foi feita para evidenciar o que se ouviu nas cinco últimas variações e parece melancólica ou nostálgica ou subjugada ou triste, escutada durante sua repetição como algo que chega ao fim. As mesmas notas, só que agora é o fim."
O retorno à Ária acrescenta à simetria da obra, possivelmente aludindo à natureza cíclica da peça – uma viagem ao longo de um círculo.

## BWV1087
Esta obra contrapontística tardia compõe-se de 14 cânones construídos sobre as primeiras oito notas do baixo da Ária das Variações Goldberg. Foram encontrados em 1974, em Strasbourg (Alsace, França), constituindo-se num apêndice à copia pessoal de Bach da edição impressa das Variações Goldberg. Entre estes cânones, o décimo primeiro e o décimo terceiro são algo como a primeira versão dos BWV1077 e BWV1076, que foram reproduzidos no famoso retrato de Bach pintado por Elias Gottlob Haussmann em 1746.  Ver os cânones de BWV 1087.

## Transcrições e versões popularizadas
As Variações Goldberg têm sido reelaboradas livremente por muitos executantes, alterando-se a instrumentação, as notas ou ambos.   
- Joseph Gabriel Rheinberger, transcrição para dois pianos, op. No. 3
- Ferruccio Busoni preparou uma fortemente alterada transcrição para piano.  Segundo Michael Kimmelman (), "Busoni misturou as variações, passou por alto algumas e acrescentou sua própria quiçá exuberante coda para criar uma estrutura de três movimentos, cada movimento com sua própria forma distinta e elástica, tornando o todo um drama mais compactamente organizado do que o original."
- 1984 - Dmitri Sitkovetsky, transcrição para trio de cordas
- 1987 - Jean Guillou, transcrição para órgão
- 1997 - József Eötvös transcrição para violão
- 1999 - Uri Caine, transcrição para vários instrumentos em diferentes estilos incluindo Mozart, tango, marcha nupcial, jazz, órgão…
- 2000 - Jacques Loussier, arranjo para trio (Play Bach)
- 2010 - Federico Sarudiansky, transcrição para trio de cordas [1]

## Na cultura popular
As variações Goldberg de Johann Sebastian Bach é uma das obras mais conhecidas do compositor.  Ocasionalmente aparecem em trabalhos da cultura popular.  Este verbete apresenta uma lista de tais ocorrências. Para informações sobre as próprias variações veja Variações Goldberg
- No contexto de uma cena particularmente aterrorizante de O Silêncio dos Inocentes, o Dr. Hannibal Lecter está a ouvir apaixonadamente uma gravação de Glenn Gould da ária com que começam e terminam as variações.
- A mesma música é tocada nos créditos de abertura da sequência do filme Hannibal.
- A ária foi tocada no filme O Paciente Inglês (1996).
- A estrutura do filme "Trinta e Duas Curtas Metragens Sobre Glenn Gould" (1993) se baseou nas Variações Goldberg.
- O coreógrafo Mark Haim criou um conjunto de danças-solo usando a música como fundo musical. O trabalho estreou no Festival Americano de Dança, em 1997 e continuou sendo apresentada pelo próprio Haim até tão recentemente quanto 2006.

## Livros
- A biografia de Bach escrita por Forkel contando a história da criação das Variações conforme narrada acima se intitula Über Johann Sebastian Bachs Leben, Kunst, und Kunstwerke ("Sobre a Vida, Arte e Obra de Johann Sebastian Bach ").  Uma reimpressão recente foi feita por Henschel Verlag, Berlim, 2000; ISBN 3-89487-352-3.  Uma tradução para o inglês (esgotada) foi publicada por Da Capo Press em 1970.
- As citações de Peter Williams foram tiradas de seu livro Bach:  The Goldberg Variations (Bach: As Variações Goldberg - 2001, Cambridge University Press, ISBN 0-521-00193-5).

## Edições da partitura
Relacionadas por data
- Ralph Kirkpatrick.  New York/London:  G. Schirmer, 1938.  Contém um extenso prefácio do editor e um fac-símile da capa original. Embora não tenha sido assim rotulada é uma edição urtext.
- Hans Bischoff.  New York:  Edwin F. Kalmus, 1947 (editorial work dates from the nineteenth century).  Inclui marcas de interpretação feitas pelo editor e não identificadas como tal.
- Christoph Wolff.  Vienna:  Wiener Urtext Edition, 1996.  Uma edição urtext que lança mão dos novos achados (1975). Resultantes da descoberta de um original corrigido a mão pelo compositor. Inclui sugestões para o dedilhado e notas sobre interpretação papara o cravista Huguette Dreyfus.
- Reinhard Böß.  München: edition text + kritik, 1996. Verschiedene Canones … von J.S. Bach (BWV 1087).  ISBN 3-88377-523-1  Edição apenas dos cânons na BWV 1087. O editor sugere um complemento completo para todos os quatorze cânones.

## Gravações
Tem sido feita uma grande variedade de gravações da obra tanto ao cravo como ao piano. Para ver uma lista parcial vá para Lista de gravações das Variações Goldberg.